# Bornus Consort
Bornus Consort – zespół wokalny z Zalesia Górnego założony w 1981 roku przez badacza muzyki dawnej, śpiewaka Marcina Bornus Szczycińskiego na zamówienie redakcji muzyki dawnej Polskiego Radia. Grupa nagrała utwory takich kompozytorów jak: Wacław z Szamotuł, Piotr z Grudziądza, Marcin Mielczewski, Mikołaj Zieleński, Bartłomiej Pękiel, śpiewa monodie liturgiczne, pieśni wielkopostne, śpiewy o św. Wojciechu, itp.
Zespół był nominowany do Nagrody Muzycznej Fryderyk 1996 (wraz z Linnamuusikud z Tallina) w kategorii Płyta Roku Muzyka Dawna za płytę Mielczewski (Dux/Multi Culti).

## Członkowie zespołu
- Robert Lawaty
- Robert Pożarski
- Marcin Bornus-Szczyciński
- Cezary Szyfman
- Mirosław Borczyński
- Stanisław Szczyciński
- Łucjan Sokołowski

## Dyskografia
- 2010: Polskie pieśni renesansowe (Mikroklimat), razem z Cantio Antiqua oraz Svobodne hudebni bratrstvo
- 2009: Pasja wg św. Jana (Mikroklimat), razem ze Stanisławem Szczycińskim
- 2007: O niebezpieczeństwie żywota człowieczego (Multikulti)
- 2005: In Assumptione B.M.V. (Musicon)
- 2004: In Agenda Defunctorum (Multikulti), razem z Schola Gregoriana Silesiensis
- 1997: Millenium Sancti Adalberti (Polskie Radio)
- 1997: Paweł Szymański – Portret kompozytora (CD Accord)
- 1996: Media vita (Dux)
- 1996: Marcin Mielczewski (Dux)
- 1995: Antologia muzyki polskiej XV–XVI w. (Accord)
- 1990: Petrus de Grudziadz (Accord)
- 1989: Bartłomiej Pękiel (Accord)